# Morue polaire
Boreogadus saida
Genre
Espèce
La morue polaire (Boreogadus saida) est la seule espèce de Gadidae du genre Boreogadus. Elle ne doit pas être confondue avec le cabillaud arctique, qui est parfois nommé lui aussi morue polaire.
On trouve la morue polaire plus au nord que n'importe quelle espèce de poisson, au-delà du 84e degré de latitude nord. On la trouve dans les mers au nord de l'Alaska, du Canada, du Groenland et de la Russie.
La morue polaire évolue généralement à la surface de l'eau, mais a également été observée à plus de 900 mètres de profondeur. Elle fréquente souvent les estuaires de rivières. C'est un poisson résistant qui vit généralement à des températures de 0 à 4 degrés, mais qui peut également supporter des températures inférieures grâce à une protéine spéciale contenue dans son sang.
Les morues polaires n'atteignent la taille de 20 centimètres qu'à l'âge de quatre ans et deviennent ensuite adultes. Elles peuvent ensuite atteindre entre 25 et 40 centimètres selon les régions.
La morue polaire se nourrit de plancton et de krill. Elle constitue la nourriture de base des narvals, des bélugas, des phoques annelés, de plusieurs espèces de poissons et de nombreux oiseaux de mer. Il s'agit ainsi d'un animal clé dans l'écosystème polaire puisqu'elle permet la transmission de l'énergie du plancton aux vertébrés vivant sur la banquise. La morue polaire est un concurrent direct du capelan, avec qui elle partage tant la nourriture que les prédateurs. Ses effectifs varient fortement d'une année à l'autre.